# Catalogació
En biblioteconomia i ciències de la informació, la catalogació és el procés de creació de metadades que representen els recursos d'informació, com ara llibres, enregistraments de so, imatges en moviment, etc. La catalogació proporciona informació com els noms dels autors, els títols i les matèries que descriuen els recursos, normalment a través de la creació de registres bibliogràfics. Els registres serveixen com a substituts dels recursos d'informació emmagatzemats. Des de la dècada de 1970, aquests metadades es troben en forma llegible per màquina i s'indexen per les eines de recuperació d'informació, com ara bases de dades bibliogràfiques o motors de cerca. Encara que habitualment la catalogació dona com a resultat la producció de catàlegs de biblioteca, també produeix altres tipus d'eines d'identificació de documents i col·leccions.
El control bibliogràfic constitueix la base filosòfica de la catalogació, definint les regles per a la descripció de recursos d'informació, de manera que els usuaris puguin buscar i seleccionar el recurs més apropiat. El catalogador és l'individu responsable dels processos de descripció, l'anàlisi documental, la classificació i el control d'autoritats del material bibliotecari. Els catalogadors són la base de tot el servei de la biblioteca, ja que són els que organitzen la informació de manera que sigui fàcilment accessible.

## Funcions del control bibliogràfic
Ronald Hagler va identificar sis funcions del control bibliogràfic:
- Identificar l'existència de tota mena de recursos d'informació a mesura que es posen a disposició.[3] L'existència i identitat d'un recurs d'informació ha de ser coneguda més aviat millor.

- Identificar les obres contingudes dins d'aquests recursos d'informació o part d'ells.[3] Segons el nivell de granularitat requerida, múltiples treballs poden estar continguts en un sol camp, o una obra pot abastar diversos camps. Per exemple: Una sola foto es considera com un recurs d'informació? I una col·lecció de fotografies es considera com un recurs d'informació?
- Reunir sistemàticament aquests recursos d'informació en col·leccions de biblioteques, arxius, museus, fitxers d'Internet. i altres dipòsits.[3] De fet, l'adquisició d'aquests elements en forma de col·leccions pot resultar d'utilitat per a l'usuari.
- Produir llistes d'aquests recursos d'informació preparats d'acord amb les normes estàndard de citació.[4] Com a exemple d'aquest tipus d'ajudes en la recuperació es troben el catàleg de biblioteca, els índexs o els instruments de descripció arxivística.
- Assignar un nom, títol, tema i altres accessos útils a aquests recursos d'informació.[4] ha moltes maneres de trobar un article, així que han d'existir múltiples punts d'accés. Han d'haver suficients metadades en el registre substitut perquè els usuaris puguin localitzar amb èxit el recurs d'informació que estan buscant. Aquests punts d'accés han de ser coherents, cosa que pot aconseguir mitjançant el control d'autoritats.
- Proporcionar els mitjans per localitzar cada recurs d'informació o una còpia d'aquest.[5] A les biblioteques, el catàleg en línia d'accés públic (OPAC) pot donar la informació de la ubicació a l'usuari i indicar si l'article es troba disponible.

## Història del control bibliogràfic
Mentre que l'organització de la informació ha estat present des de l'Antiguitat, el control bibliogràfic tal com el coneixem és una invenció més recent. Les civilitzacions antigues van gravar llistes de llibres sobre tauletes, i les biblioteques de l'edat mitjana van realitzar registres de les seves pertinences. Amb la invenció de la impremta de tipus mòbils en el segle xv, podien produir-se ràpidament diverses còpies d'un mateix llibre. Johannes Trithemius, un bibliotecari alemany, va ser el primer a crear una bibliografia en ordre cronològic amb un índex alfabètic d'autor. Conrad Gesner va seguir els seus passos en el segle següent, quan va publicar una bibliografia d'autors i índex de matèries. Gesner va afegir a la seva bibliografia una llista alfabètica dels autors amb noms invertits, la qual cosa va ser una nova pràctica. També va incloure referències a variants ortogràfiques dels noms d'autors, sent pioner del control d'autoritats. Andrew Maunsell va revolucionar encara més el control bibliogràfic, suggerint que els llibres han de poder localitzar mitjançant el cognom de l'autor, el tema del llibre, i el traductor. Al segle xviii, Sir Thomas Bodley estava interessat en un catàleg ordenat alfabèticament pel cognom de l'autor, així com les entrades de matèries. En 1697, Frederic Rostgaard va aplicar la subdivisió de matèries per cronologia i magnitud (mentre que els títols anteriors van ser disposats només per magnitud), a més d'establir un índex de matèries i autors basat en els cognoms i l'ordre de les paraules en els títols.
Després de la Revolució Francesa, el govern de França va ser el primer a imposar un codi nacional amb instruccions per a la catalogació de col·leccions de bibliotecas. Al British Museum Library, Anthony Panizzi va crear els seus "Ninety-One Cataloging Rules" (1841), que fonamentalment va servir com a base de les regles de catalogació dels segles XIX i XX. Charles C. Jewett va difondre aquestes regles a l'Institut Smithsonian.

## Tipus de catalogació

### Catalogació descriptiva
La catalogació descriptiva és un concepte ben establert en la tradició de catalogació bibliotecària, en la qual es distingeix entre la catalogació descriptiva i la catalogació temàtica. En la documentació tradicional, s'ha utilitzat tant la representació descriptiva com a temàtica. La catalogació descriptiva s'ha definit com la part de la catalogació que s'encarrega de descriure els detalls físics d'un llibre, com la seva forma, l'elecció de les entrades i la transcripció del títol.

### Catalogació temàtica
La catalogació temàtica pot prendre la forma de classificació o indexació. La classificació consisteix en l'assignació d'una classe a un document donat, d'acord amb una classificació sistemàtica (per exemple, la Dewey Decimal Classification o l'the Library of Congress Subject Headings). La indexació és l'assignació d'etiquetes que caracteritzin als documents representats en un registre.
La classificació generalment utilitza un vocabulari controlat, mentre que la indexació pot utilitzar un vocabulari controlat, termes lliures o tots dos.

## Història del catàlegbibliotecari
Les biblioteques han fet ús dels catàlegs, d'alguna manera, des de l'antiguitat. Existeixen testimoniatges de l'ús de catàlegs des del 2300 aC aproximadament en Sumeria. La Biblioteca d'Alexandria va tenir un catàleg parcial que consistia en un llistat de la literatura grega realitzat per Calímaco. La Biblioteca de l'Imperi Xinès de la Dinastia Han del segle iii va tenir un catàleg de prop de 30.000 documentos. Els primers catàlegs en el món islàmic, al voltant del segle xi, eren llistes de llibres donats a les biblioteques per les societat. Aquestes llistes van ser ordenades pels donants, i no per la informació bibliogràfica, però van constituir l'inventari de la biblioteca. Moltes biblioteques antigues i medievals a Europa s'associen amb les institucions i ordes religiosos, incloent la Biblioteca Vaticana a Roma. El primer catàleg de la Biblioteca Vaticana és de finals del segle xiii. Aquests catàlegs generalment utilitzaven una presentació dels temes dels libros.11 Mentre que la Biblioteca de la Sorbona a París havia acumulat més de mil llibres, i en 1290 el seu catàleg va ser pioner en l'ús de l'alfabet com a eina d'organització.
Va ser el creixement de les biblioteques després de la invenció de la impremta de tipus mòbils i l'àmplia disponibilitat del paper el que va portar a la necessitat d'un catàleg que organitzi els materials bibliotecaris, perquè puguin ser localitzats a través del catàleg en lloc de "caminant voltant ". Cap al segle xvii les biblioteques es van concebre com col·leccions de coneixement universal. Dos autors d'aquest segle, el francès Gabriel Naudé i l'escocès John Dury, van desenvolupar teories de l'organització sistemàtica de les biblioteques. El desenvolupament dels principis i regles que haurien de guiar al bibliotecari en la creació de catálogos.

## Regles de catalogació
Les regles de catalogació han estat definides per permetre la catalogació consistent de diversos materials bibliotecaris per diferents persones d'un equip de catalogació i en qualsevol moment.

### Regles de catalogació angloamericanes
Les biblioteques de parla anglesa han compartit les normes de catalogació des de principis de 1800. La primera norma d'aquest tipus s'atribueix a Anthony Panizzi, considerat com el guardià dels manuals impresos de la Biblioteca del Museu Britànic. Els seus 91 regles, publicades en 1841, van formar la base de les normes de catalogació durant més de 150 años.
Els treballs posteriors al segle xix van ser realitzats per Charles de Coffin Jewett, director de la biblioteca Smithsonian, que en aquell moment estava disposada a convertir-se en la biblioteca nacional dels Estats Units. Jewett va utilitzar plaques estereotipades per produir el catàleg de la biblioteca en forma de llibre, i va proposar la posada en comú de la catalogació entre les biblioteques. Les seves normes es van publicar en 1853.
Jewett va ser seguit per Charles Ammi Cutter, un bibliotecari nord-americà les "Regles per a un catàleg diccionari" es van publicar en 1876. Cutter va definir el concepte de "facilitat d'ús" per als usuaris de la biblioteca.
Al segle xx, la catalogació bibliotecària es va veure obligada a fer front als nous formats dels materials, incloses les gravacions sonores, pel·lícules i fotografies. Seymour Lubetzky, com a empleat de la Biblioteca del Congrés i posteriorment professor de la UCLA, va ser l'encarregat de realitzar extensos estudis de les regles de catalogació actuals des de 1946 fins a 1969.
Les regles de catalogació americanes i anglosaxones publicades al segle xx van ser:
- Anglo-American rules: Catalog Rules: Autor and Títol Entries. 1908.
- American Library Association rules: A.L.A. Cataloguing Rules for Autor and Títol Entries. 1949.
- Library of Congress rules: Rules for Descriptive Cataloging in the Library of Congress. 1949.
- AACR: Anglo-American Cataloguing Rules. 1967.
- AACR2: Anglo-American Cataloguing Rules (2nd ed.). 1978.
- AACR2-R: Anglo-American Cataloguing Rules (2nd revised ed.). 1988.

Al segle XXI va sorgir un nou concepte de la catalogació bibliotecària, en gran part passada en l'increment del nombre de formats digitals, però també per una nova consciència de la naturalesa de la "Obra" en el context bibliogràfic, sovint atribuïda als principis desenvolupats per Lubetzky. Aquest concepte fuea recolzat pel treball de la Federació Internacional d'Associacions de Bibliotecaris i Biblioteques sobre els Requisits Funcionals bibliogràfic (FRBR), que posa l'accent en el paper de l'obra en el context de la literatura. Per mitjà dels FRBR es va crear una perspectiva per nivells per a l'entitat bibliogràfica des de l'obra a l'article. Aquesta perspectiva va ser incorporada en les regles de catalogació posteriors a AACR2-R, coneguda com a Resource Description and Access (RDA).

### Anglaterra
La Biblioteca Bodleiana de la Universitat d'Oxford va desenvolupar el seu codi de catalogació en 1674. El codi va posar l'accent en l'autoria, i els llibres d'un mateix autor van ser llistats conjuntament en el catàleg.

### Alemanya i Prússia
L'estat de Prússia va establir unes normes estàndard per a totes les seves biblioteques en 1899. Les regles es van basar en les de la Biblioteca de la Universitat de Breslau per Karl Dziatz. Aquests van ser adoptades per tota Alemanya, Prússia i Àustria. Després de l'adopció dels Principis de París el 1961, Alemanya va desenvolupar el Regeln für die alphabetische Katalogisierung: RAK en 1977.

### Regles de catalogació
Les regles de catalogació defineixen que cada informació d'un element bibliogràfic s'inclou en una entrada, i com aquesta informació es presenta a l'usuari. També permet ordenar les entrades a la impressió del catàleg.
Actualment, la majoria de regles de catalogació són similars, o estan basades en la Descripció Bibliogràfica Internacional Normalitzada (ISBD), un conjunt de normes produïdes per la Federació Internacional d'Associacions de Bibliotecaris i Biblioteques (IFLA) per descriure una àmplia gamma de material bibliotecari. Aquestes regles organitzen la descripció bibliogràfica d'un llibre en les següents vuit àrees: títol i menció de responsabilitat (autor o editor), edició, detalls específics del material (per exemple, l'escala d'un mapa), publicació i distribució, descripció física (per exemple, nombre de pàgines), sèrie, notes i nombre estàndard (ISBN). Les regles de catalogació més utilitzada en el món de parla anglesa són les Regles de Catalogació anglo-americanes, 2a edició (AACR2). Les AACR2 s'estableixen normes només per a la catalogació descriptiva, sense fer referència a la catalogació temàtica. Les RCAA2 han estat traduïdes a molts idiomes per al seu ús a tot el món. Als països alemanys s'utilitza la Regeln für die alphabetische Katalogisierung (RAK), també basada en ISBD.
En les bases de dades temàtiques com Chemical Abstracts, MEDLINE i PsycINFO, el Format Comú de Comunicació (CCF) serveix com un estàndard de referència. Diferents normes prevalen en arxius i museus, com el CIDOC-CRM. Resource Description and Access (RDA) és un recent intent de desenvolupar una norma que travessi els dominis de les institucions del patrimoni cultural.

### Formats digitals
La majoria de les biblioteques utilitzen actualment els formats MARC, desenvolupats per primera vegada durant la dècada de 1960, per codificar i transportar dades bibliogràfiques. Aquests estàndards han patit crítiques en els últims anys per ser vells, únics a la comunitat bibliotecària, i difícils al treballar computacionalment. La Biblioteca del Congrés està desenvolupant actualment BIBFRAME, un nou esquema RDF per expressar les dades bibliogràfiques.17 BIBFRAME es troba encara en fase de prova, però diverses biblioteques ja estan provant la catalogació amb aquest nou format.
Les col·leccions bibliotecàries digitals sovint fan servir els formats digitals més simples per emmagatzemar les seves metadades. Els esquemes basats en XML, en particular Dublin Core i MODS, són freqüents en les dades bibliogràfiques d'aquestes col·leccions.

### Transliteració
Els llibres que estan escrits en llengua estrangera són, en alguns casos, transliterats a la llengua del catàleg. Als Estats Units i altres països, els catalogadors solen utilitzar les taules de romanització ALA-LC per a aquest treball. Si no es fes així, caldria desenvolupar diferents catàlegs per a cadascuna de les llengües.

## Qüestionsètiques
Ferris afirma que els catalogadors, en usar el seu criteri i punt de vista especialitzat, mantenen la integritat del catàleg i proporcionen un "valor afegit" per al procés del control bibliogràfic, com una facilitat per a la comunitat d'usuaris de la biblioteca. Aquest valor afegit també té el poder de fer mal, donant lloc a la denegació d'accés a la informació. Els errors i els biaixos en la catalogació dels registres pot "estigmatitzar a grups de persones amb etiquetes inexactes o degradants, i donar la impressió que alguns punts de vista són més habituals que altres".
La responsabilitat social en la catalogació és el "accés just i equitatiu a la informació pertinent, adequada, precisa i sense censura d'una manera oportuna i lliure de prejudicis". Per tal d'actuar de forma ètica i d'una manera socialment responsable, els catalogadors han de tenir en compte la manera com els seus judicis es beneficien. Han de tenir cura de no fer mal ús o falsificar informació a través d'una catalogació inexacta o de nivell mínim i no censurar a propòsit o sense adonar informació.
Bair estableix que és obligació dels catalogadors professionals per subministrar, els registres de substituts d'alta qualitat exactes a fons per a bases de dades i que els catalogadors també tenen l'obligació ètica de "contribuir a l'accés just i equitatiu a la informació". Bair recomana que catalogadors participin activament en el desenvolupament, la reforma i l'aplicació justa de les regles de catalogació, normes i classificacions, així com l'emmagatzematge d'informació i sistemes de recuperació ". Segons el que indica Knowlton, els punts d'accés s'han de basar en què seria el més probable que busqui un tipus particular d'usuari de la biblioteca, independentment de la noció de control bibliogràfic universal.
No hi ha un codi formal d'ètica per als catalogadors, de manera que sovint els catalogadors segueixen les polítiques bibliotecàries o departamentals per resoldre conflictes en la catalogació. Mentre que l'Associació Americana de Biblioteques va crear un Codi d'Ètica, Ferris assenyala que ha estat criticat per ser massa genèric per abastar les habilitats especials que estableixen els catalogadors, a part d'altres bibliotecaris i professionals de la informació. Segons el que indica Tavani, un codi d'ètica per als catalogadors pot inspirar, orientar i educar (com se cita a Bair, 2005, pàg. 22). Bair suggereix que un codi efectiu d'ètica per catalogadors ha de tenir aspiracions i discutir la conducta i accions específiques per tal de servir com una guia en situacions reals. Bair ha tancat ja el començament d'un codi formal d'ètica en catalogació en "Toward a Code of Ethics for Cataloging".

## Crítica
Sanford Berman, ex-cap de catalogació de la Biblioteca del Comtat de Hennepin a Minnetonka, Estats Units, ha estat un important crític dels Encapçalaments de Matèria de la Biblioteca del Congrés. La seva publicació Prejudices and Antipathies: A Tract on the LC Subject Heads Concerning People (P & A) de 1971 va desencadenar un moviment per corregir els encapçalaments de matèria esbiaixats. En P & A, Berman va enumerar 225 encapçalaments amb propostes de modificació, addició o supressió i referències creuades per "reflectir amb més precisió el llenguatge utilitzat en el tractament d'aquests temes, rectificar els errors de biaix i guiar millor als bibliotecaris i usuaris". Berman és ben conegut per exigir canvis dels encapçalaments contra el racisme, sexisme, homofòbia i secret governamental, entre altres àrees.
A "Three Decades Since Prejudices and Antipathies: A Study of Changes in the Library of Congress Subject Headings", Knowlton va analitzar la forma en què la llista d'Encapçalaments de Matèria de la Biblioteca del Congrés (LCSH) ha canviat compilant una taula de canvis que a P & a, seguit de la situació actual dels encapçalaments en qüestió. Knowlton va afirmar que la seva intenció amb aquesta taula és "mostrar com molts dels canvis proposats per Berman s'han aplicat i quines àrees de biaix són encara freqüents en la LSCH". En el debat dels resultats de Knowlton, es va revelar que de les 225 propostes de Berman, només 88 s'han dut a terme o s'han apropat als seus suggeriments (el que representa el 39%), i altres 54 propostes (el 24%) s'han modificat parcialment.

## Aspectes de la catalogació
- L'accés principal es refereix en general al primer autor el nom del qual apareix en el document. La resta d'autors s'afegeixen amb accessos secundaris. En el cas que no s'anomeni cap autor, serà considerat com accés principal el títol de l'obra.
- El control d'autoritats és un procés que empra un terme únic i específic per a una persona, lloc o títol per mantenir la consistència entre els punts d'accés dins del catàleg. Un control d'autoritats eficaç evita que l'usuari es vegi obligat a buscar múltiples variants de títols, autors o termes.
- La catalogació cooperativa consisteix en la col·laboració entre les biblioteques per crear registres bibliogràfics i d'autoritats, establint pràctiques de catalogació i utilitzant sistemes que facilitin l'ús dels registres compartidos.[26]